# Parc national de la Vallée de la Semois
Le Parc national de la Vallée de la Semois est un parc national situé dans la Région wallonne en Belgique. Créé en décembre 2022, c'est avec le Parc national de l'Entre-Sambre-et-Meuse l'un des deux premiers parcs nationaux wallons.
Le parc est situé au sud de la province de Namur et au sud-ouest de la province de Luxembourg sur le territoire des communes de Bertrix, Bouillon, Chiny, Florenville, Herbeumont, Paliseul, Tintigny et Vresse-sur-Semois. Ses sites naturels font partie du réseau Natura 2000.

## Histoire
Le 9 décembre 2022, la Région wallonne a désigné la Vallée de la Semois comme parc national, au côté du parc national de l'Entre-Sambre-et-Meuse. Depuis le 1er janvier 2023, le Parc national de la Vallée de la Semois s'étend sur 28 903 ha d’un seul tenant, répartis sur les communes de Bertrix, Bouillon, Chiny, Florenville, Herbeumont, Paliseul, Tintigny et Vresse-sur-Semois.

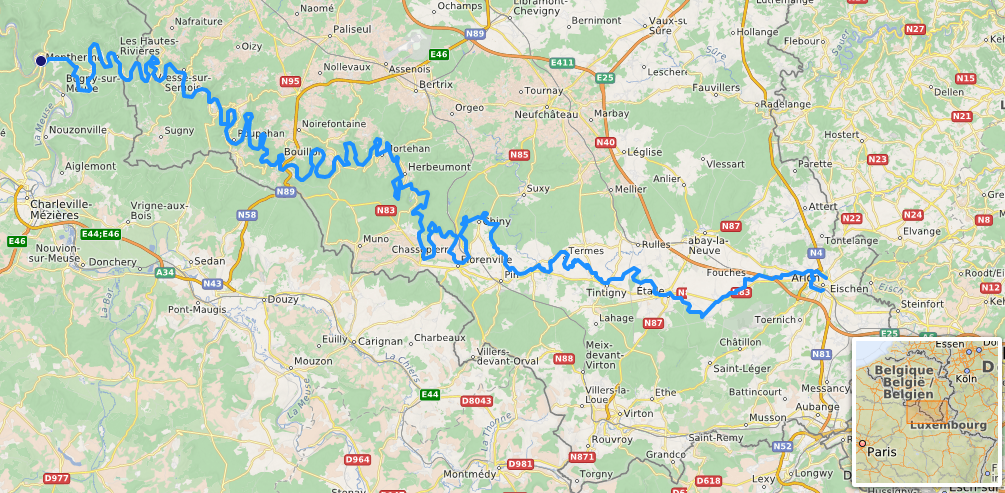
Tracé de la Semois.

Le projet de Parc national de la Vallée de la Semois a été porté par une coalition territoriale regroupant les acteurs clés issus de différents secteurs : les communes du territoire, les propriétaires de plus de 500 ha de territoire inclus dans le périmètre, le Département de la Nature et des Forêts , les gestionnaires des cours d’eau et des espaces naturels de plus de 200 ha inclus dans le périmètre, les principales associations reconnues pour la nature et l’environnement, les principaux acteurs du tourisme, du patrimoine et de la culture, des acteurs de développement économique, du secteur de la sylviculture, de la chasse, de la pêche, des acteurs académiques, etc. De même, le Parc naturel de Gaume et le Parc naturel de l’Ardenne méridionale, promoteurs du projet, ont également conclu un partenariat stratégique avec le World Wildlife Fund Belgique (WWF-Belgique) en vue d'une collaboration de long terme (5 ans) pour le renforcement des populations de loutres et de lynx dans la zone géographique du projet de Parc national de la Vallée de la Semois et dans les zones environnantes.
L'année 2023, a vu la mise en place des structures organisationnelles, la formalisation de la gouvernance, le recrutement des ressources humaines. Elle a également vu la création d’outils de gestion et de suivi de projet ou d’un point de vue collaboratif avec la rencontre des différents partenaires publics et privés.

## Organisation
Le Parc national de la Vallée de la Semois dispose d'un comité exécutif de deux personnes, d'une équipe communication et d'un service administratif. Les départements opérationnels sont répartis selon quatre thématiques principales :
- patrimoine naturel ;
- tourisme durable et patrimoine ;
- pratiques durables en forêt ;
- mobilité et accessibilité.

Le conseil d'administration mis en place en 2023 est constitué de 19 acteurs : un représentant par commune, des représentants d'organismes publics et privés, d'organisations de protection de l'environnement, de tourisme, de préservation du patrimoine et de développement économique.
11 opérateurs sont chargés des actions et de la gestion des ressources humaines : Le Parc naturel de Gaume, Le Parc naturel de l’Ardenne méridionale, Natagora, Le Contrat de rivières Semois-Chiers, La Maison du tourisme du Pays de Bouillon-en-Ardenne, L'asbl SMAHF, Ardenne et Gaume, la ville de Florenville, la commune d’Herbeumont, la Compagnie Les Oiseaux Pas Sages et le CPAS de Mons.
En 2023, un comité scientifique, composé de 13 scientifiques multidisciplinaires, a été mis en place en vue d’élaborer la politique scientifique à 5,10 et 20 ans du parc national.

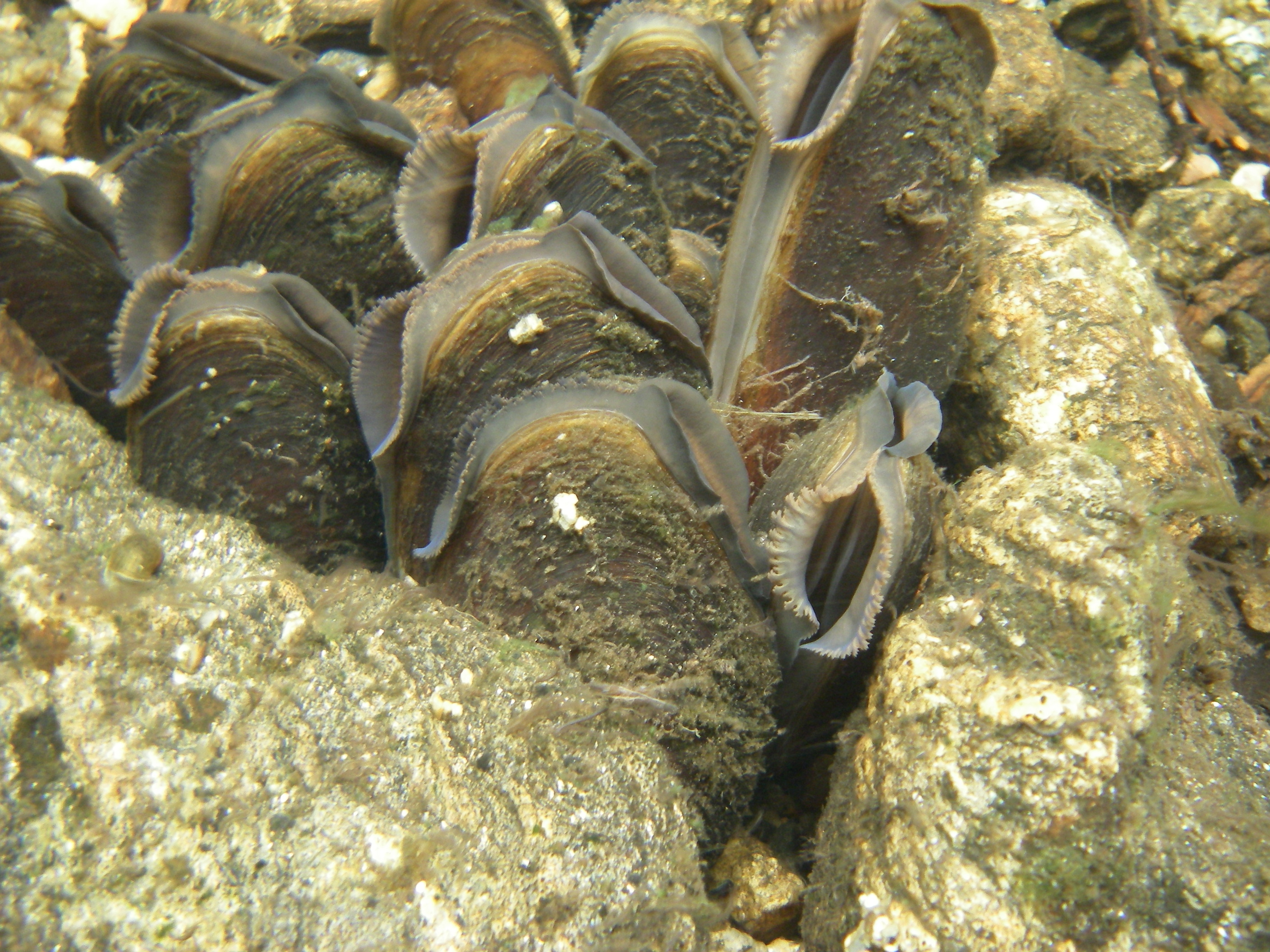
Moules perlières.

Le budget du Parc national de la Vallée de la Semois est financé à 80 % par le Plan de relance de la Wallonie, lui-même subventionné par des fonds européens. Les 20 % restants sont pris en charge par des partenaires du parc (dont les communes et le WWF-Belgique). Le CGT (Commissariat Général au Tourisme) accorde également une subvention au parc pour développer un tourisme durable. 

## Description
Le parc national suit une partie du cours de la Semois, de Tintigny à Vresse-sur-Semois. Il compte un réseau hydrographique de 687 km. Son territoire se répartit entre de larges étendues forestières et des plaines agricoles, essentiellement dévolues à l’élevage. On y recense des Sites de Grand intérêt Biologique (SGIB) et des espèces rares comme le lynx, la loutre, la cigogne noire, labarbastelle d'Europe . 
À cela s'ajoutent le patrimoine bâti historique, les traditions, le folklore et les légendes propres à la Vallée de la Semois.
Le plan opérationnel 2023-2026 du Parc national de la Vallée de la Semois comporte 75 actions articulées autour d'une série d'axes :
- améliorer les connaissances scientifiques sur le patrimoine naturel du parc, en dressant des inventaires les plus complets possibles (espèces, habitats forestiers et patrimoniaux sensibles, état des cours d’eau, etc.) ;
- préserver/restaurer les forêts de pente et crêtes, améliorer la qualité biologique des rivières ;
- assurer la pérennité d’espèces emblématiques du parc national, comme le lynx, la cigogne noire, le castor, la loutre, la moule perlière ou les chiroptères ;
- accroître la connectivité écologique (basée sur les trames vertes, bleues et noires) pour maintenir et enrichir la biodiversité du parc ;
- adapter les pratiques de chasse sur le territoire (battues silencieuses, augmentation de la capacité nutritive des forêts en vue de réduire le nourrissage artificiel, etc.) ;
- adapter la sylviculture, dans le but de rendre la forêt plus résiliente face aux changements climatiques ;
- préserver, restaurer et valoriser les sites archéologiques, points de vue et le patrimoine immatériel (contes et légendes, culture du tabac) ;
- développer le tourisme durable. Les infrastructures mettant en valeur la nature ou le patrimoine (observatoires de la faune, aires de bivouac, etc.) avec un impact minimal sur leur environnement et construites en bois local.
- mise en place d’un schéma de mobilité, d’outils d’aménagement du territoire et développement de la mobilité douce.
- réalisation d'outils éducatifs développés par les chargés de mission du parc (dossiers pédagogiques, parcours didactiques, etc.).

Le sentier de grande randonnée 16 (GR 16) suit le cours de la Semois depuis sa source à Arlon et se poursuit au-delà de la frontière française. Des sites naturels remarquables du parc s'égrènent le long de la Semois comme le rocher de l’Écureuil ou celui de Pinco et le Tombeau du Chevalier ou du Géant.

## Galerie

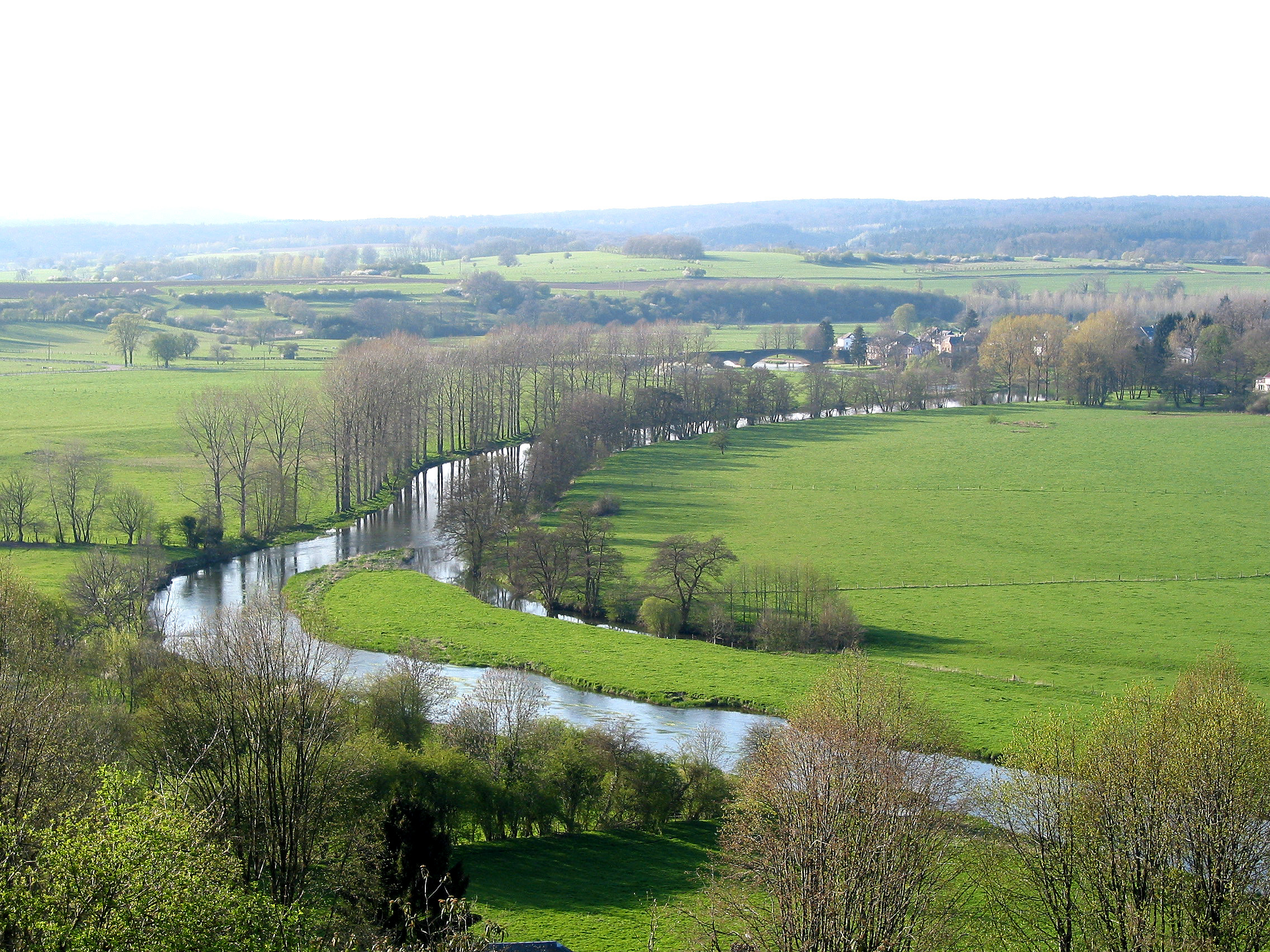
La Semois à Florenville.
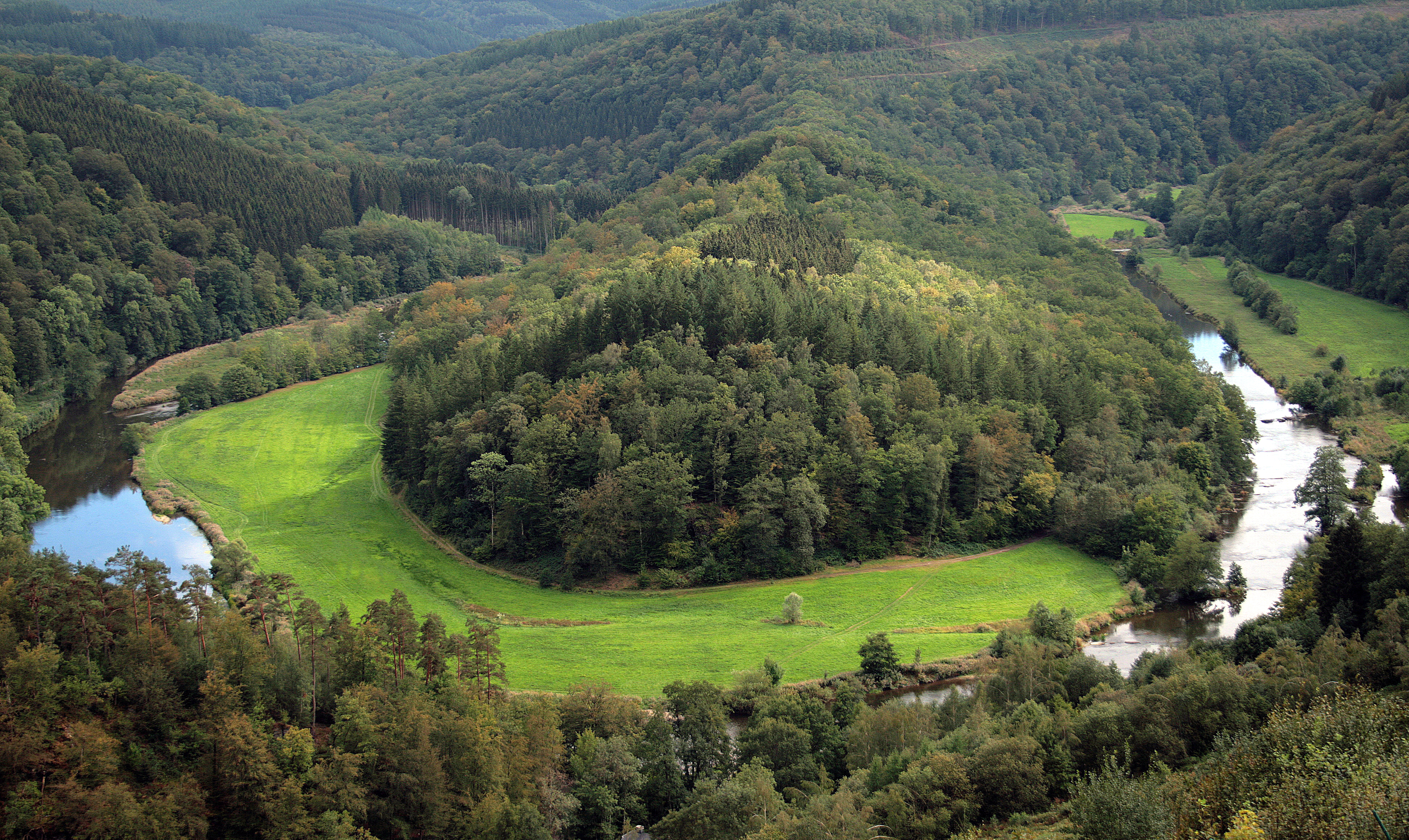
Le Tombeau du Géant à Botassart.
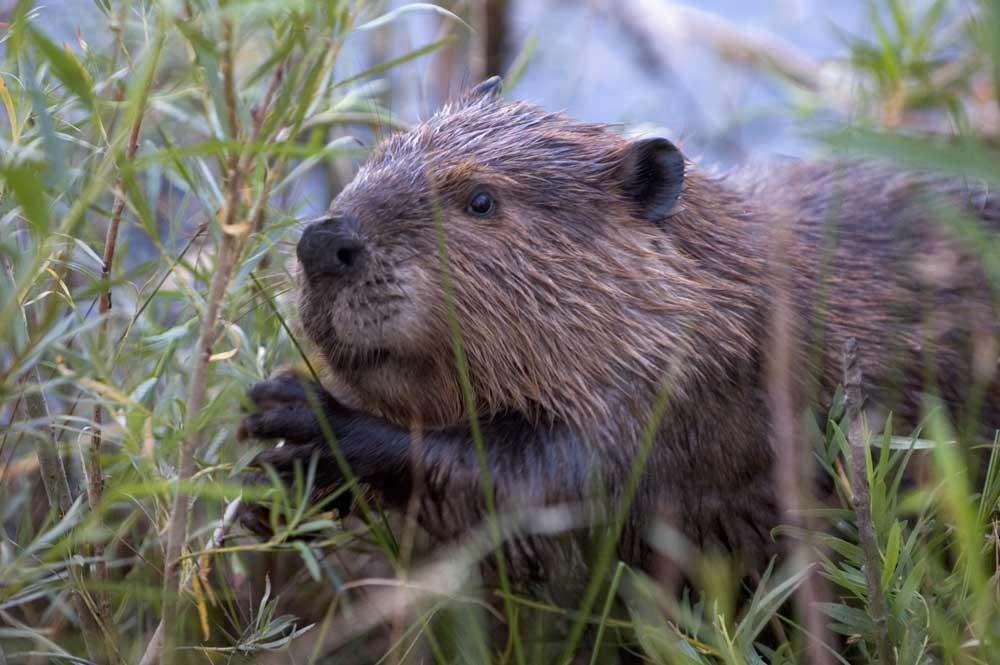
Castor.
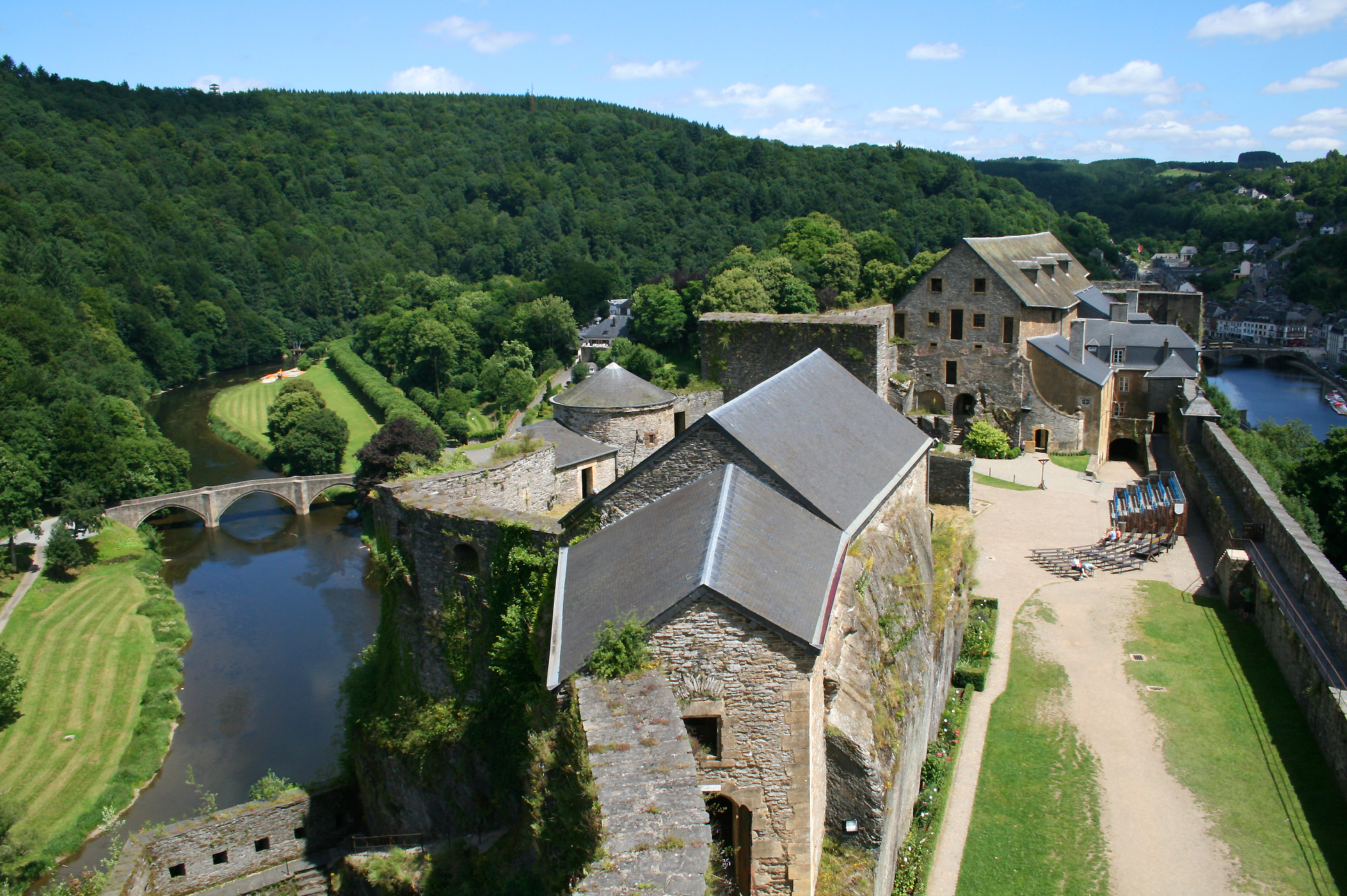
Le château de Bouillon et la Semois.
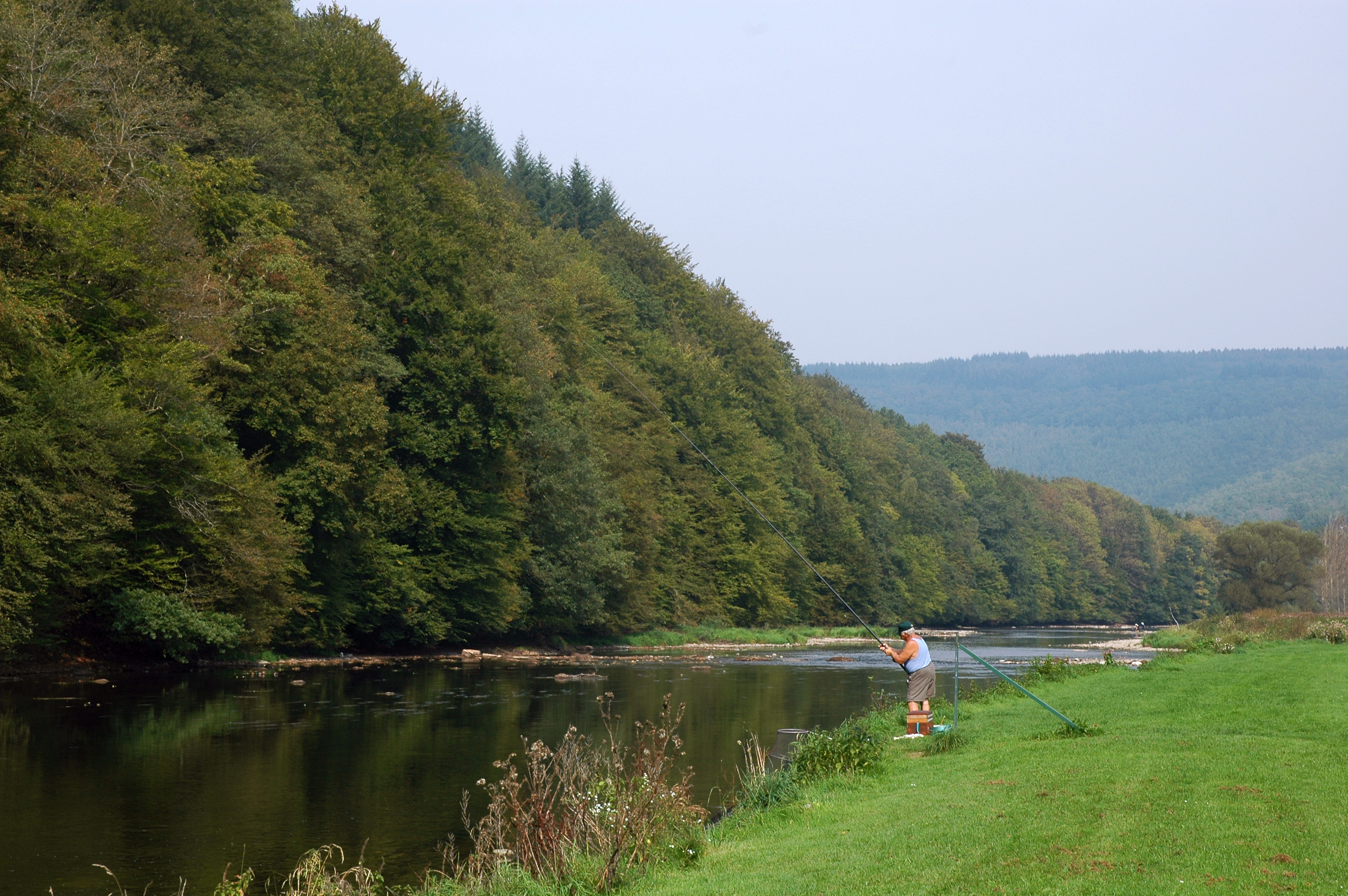
La Semois à Poupehan.
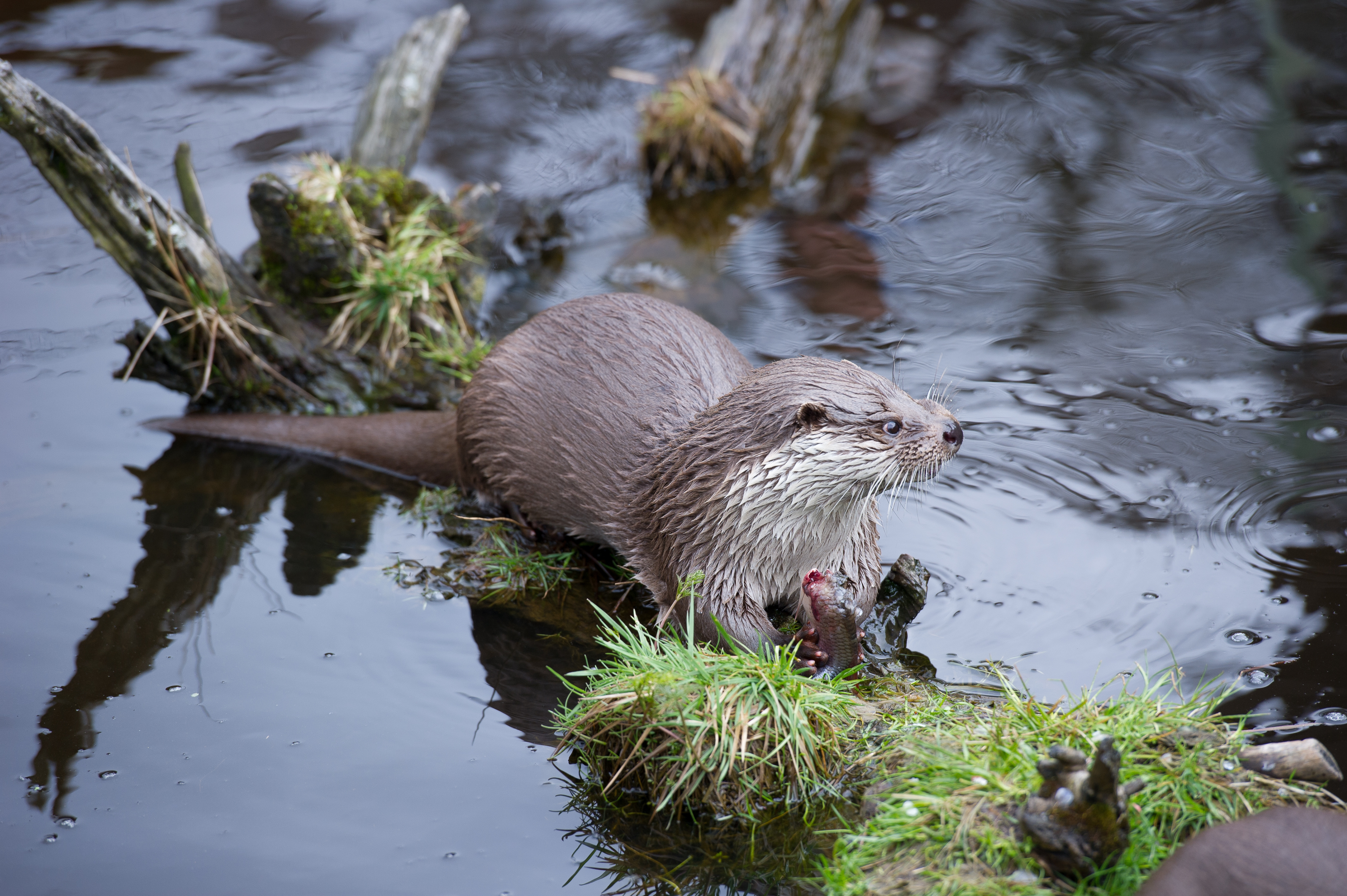
Loutre.
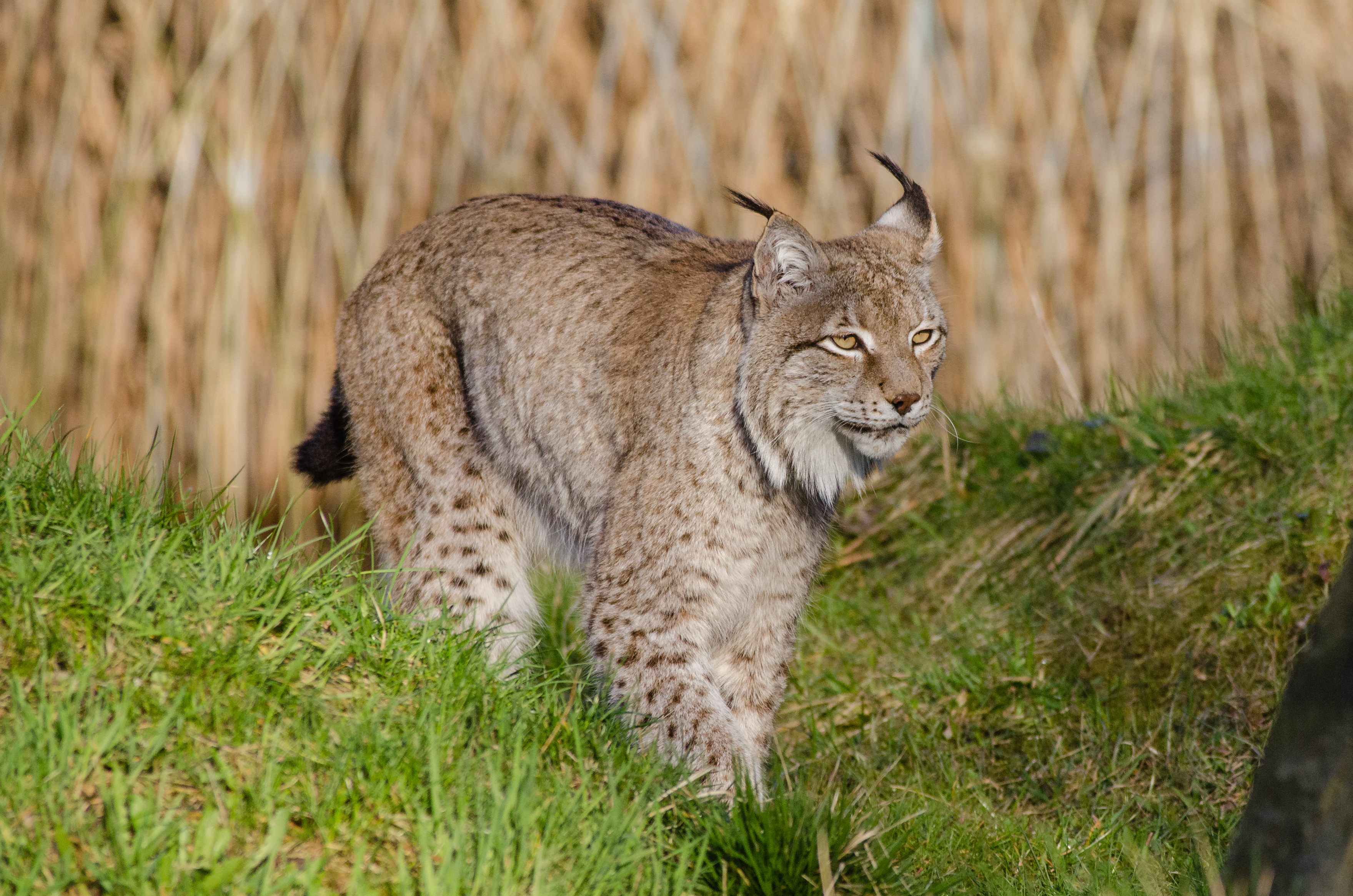
Lynx.
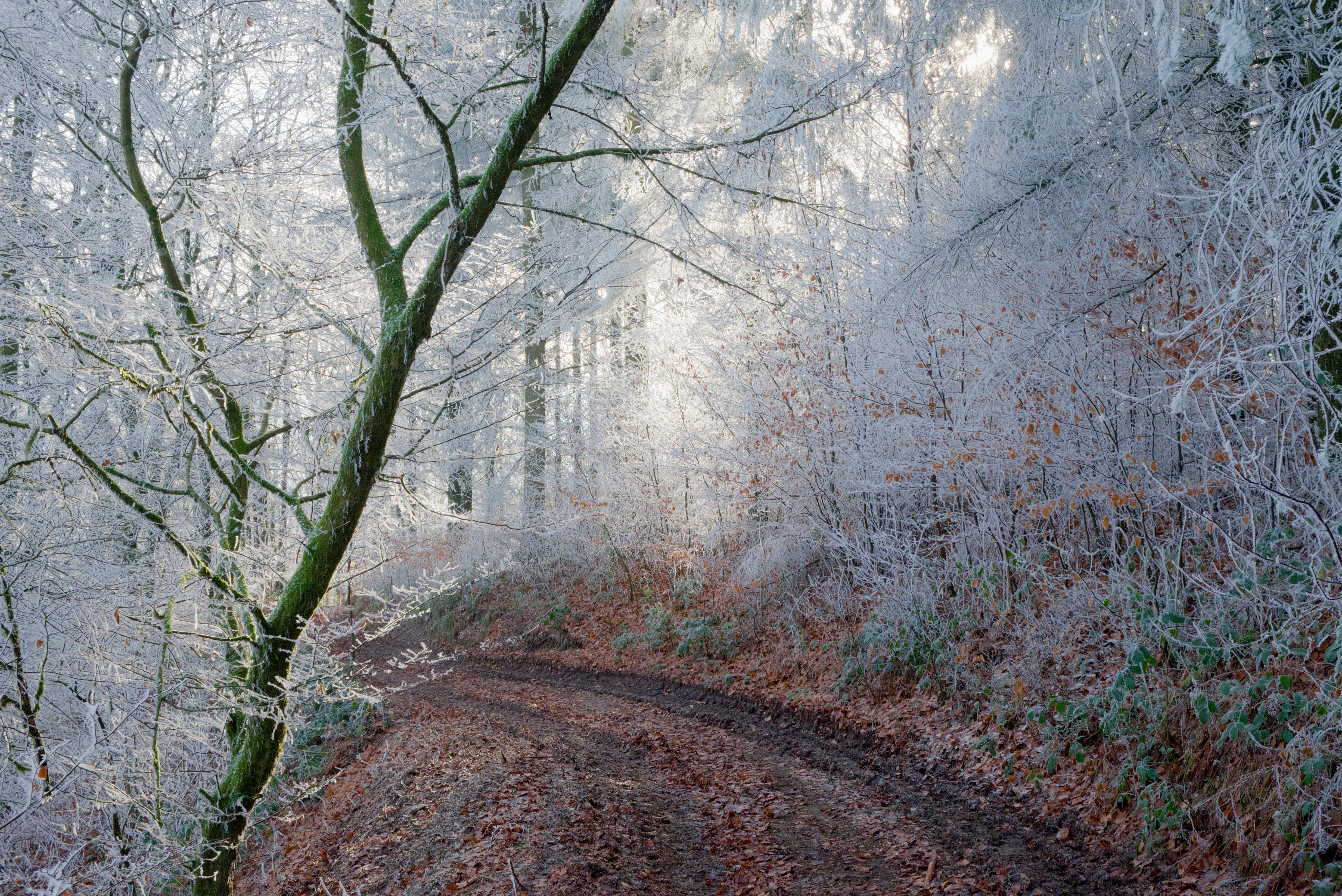
GR16 à Vresse-sur-Semois en hiver.
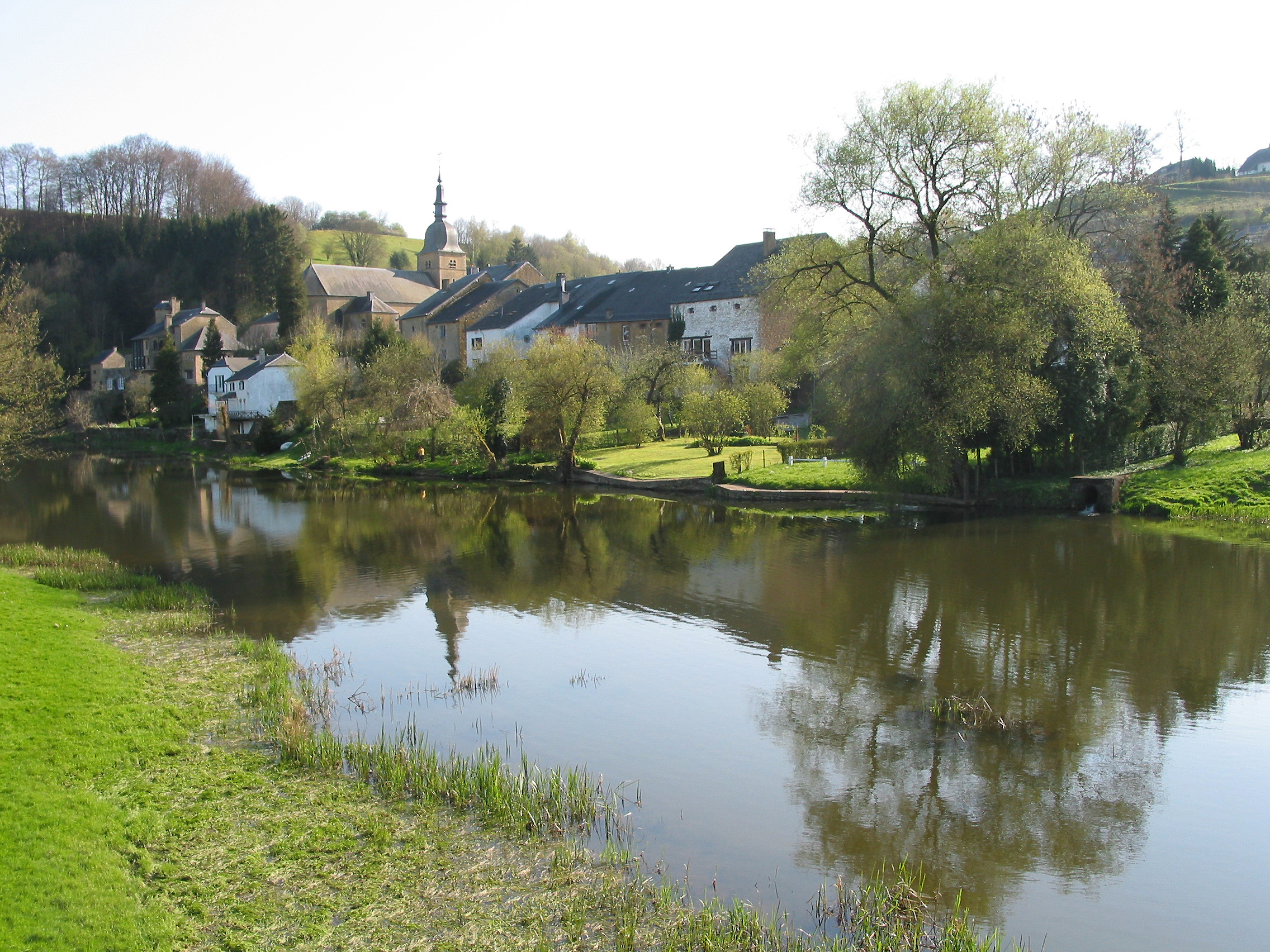
Chassepierre.